# Stazioni ferroviarie di Londra

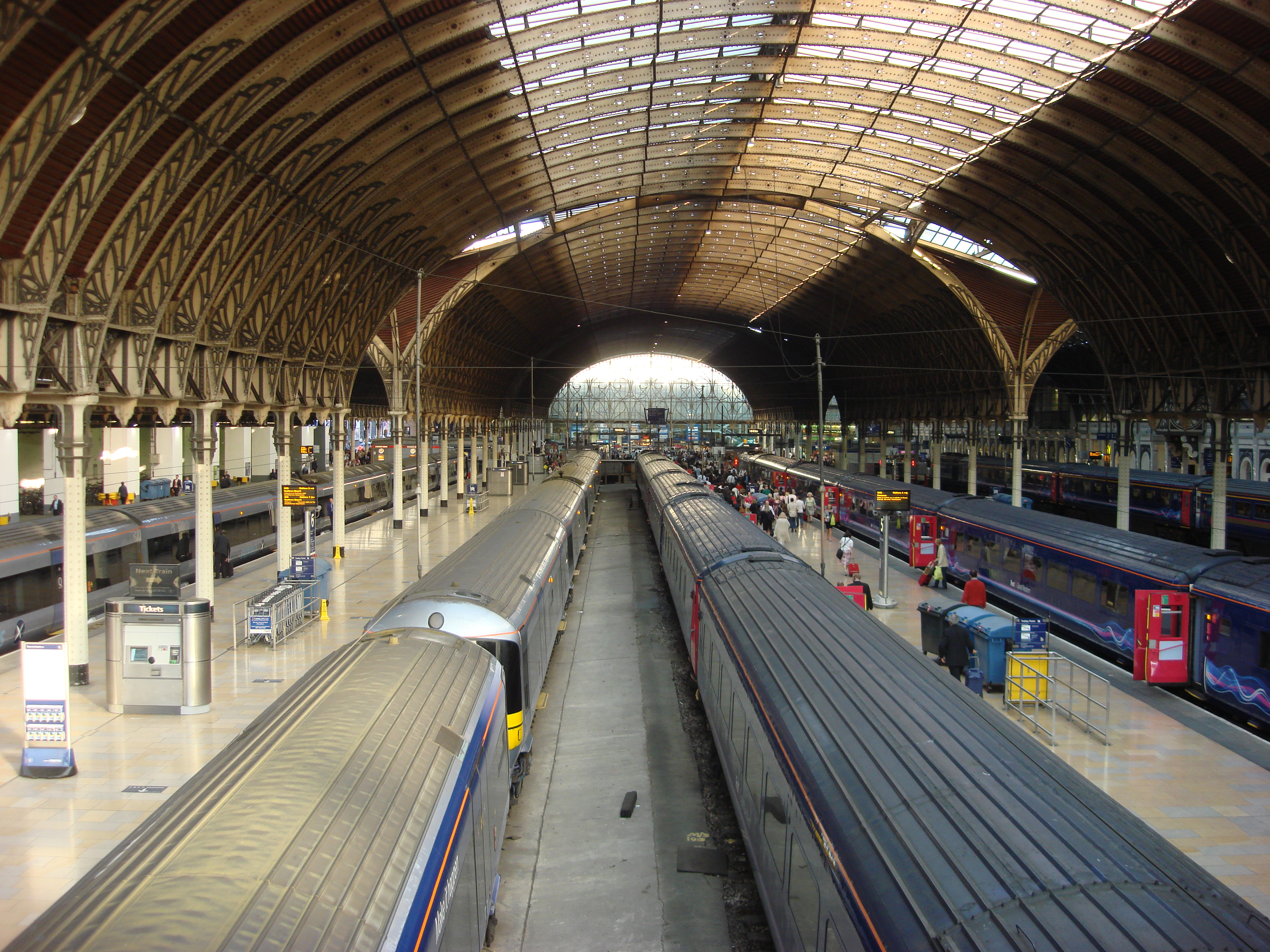
La stazione di Paddington è il principale terminal di Londra per i treni diretti e provenienti dal Galles meridionale e dall'Inghilterra occidentale

L'elenco delle stazioni ferroviarie di Londra comprende tutte le stazioni con servizio passeggeri site nell'area della Greater London, escluse le stazioni della metropolitana di Londra, del Tramlink e della Docklands Light Railway. Tale distinzione risulta peraltro alquanto arbitraria, dato che in particolare nelle aree periferiche molte linee ferroviarie si fondono o condividono le stazioni con la metropolitana, che nella capitale britannica non è concepita in assoluta separazione con gli altri servizi ferroviari.
Le stazioni contrassegnate dallo sfondo di colore marrone, sono le tredici stazioni principali di Londra.
| Stazione                    | Località               | Borgo                | Binari            | Traffico annuo (milioni) | Zona Travelcard | Apertura  | Linee                      | Note                                               | Coordinate                 |
| --------------------------- | ---------------------- | -------------------- | ----------------- | ------------------------ | --------------- | --------- | -------------------------- | -------------------------------------------------- | -------------------------- |
| Abbey Wood                  | Abbey Wood             | Greenwich            | 2                 | 2,201                    | 4               | 1849      | North Kent                 |                                                    | 51°29′29.4″N 0°07′22.44″E  |
| Acton Central               | Acton                  | Ealing               | 2                 | 0,701                    | 2               | 1853      | North London               |                                                    | 51°30′31.68″N 0°15′48.24″W |
| Acton Main Line             | Acton                  | Ealing               | 2                 | 0,115                    | 3               | 1868      | Great Western M            |                                                    | 51°31′00.84″N 0°16′00.84″W |
| Albany Park                 | Albany Park            | Bexley               | 2                 | 0,248                    | 5               | 1935      | Dartford Loop              |                                                    | 51°26′08.88″N 0°07′35.76″E |
| Alexandra Palace            | Alexandra Palace       | Haringey             | 3                 | 0,693                    | 3               | 1873      | East Coast Main            | White (1963)                                       | 51°35′53.88″N 0°07′10.92″W |
| Amersham                    | Amersham               | Chiltern             | 3                 | 1,856                    | D               | 1892      | London to Aylesbury        |                                                    | 51°40′28.92″N 0°36′31.68″W |
| Anerley                     | Anerley                | Bromley              | 2                 | 0,239                    | 4               | 1839      | Brighton Main              |                                                    | 51°24′45″N 0°03′54.36″W    |
| Angel Road                  | Enfield Town           | Enfield              | 2                 | 0,017                    | 4               | 1840      | Lea Valley                 |                                                    | 51°36′42.48″N 0°01′58.2″W  |
| Balham                      | Balham                 | Wandsworth           | 4                 | 3,161                    | 3               | 1863      | South London               |                                                    | 51°26′33.36″N 0°09′07.2″W  |
| Barking                     | Barking                | Barking e Dagenham   | 9                 | 5,121                    | 4               | 1854      | L, T & S                   |                                                    | 51°32′21.48″N 0°04′54.12″E |
| Barnehurst                  | Barnehurst             | Bexley               | 2                 | 1,251                    | 6               | 1895      | Bexleyheath                |                                                    | 51°27′53.28″N 0°09′34.2″E  |
| Barnes                      | Barnes                 | Richmond-upon-Thames | 4                 | 0,843                    | 3               | 1846      | Waterloo to Reading        |                                                    | 51°28′01.56″N 0°14′31.2″W  |
| Barnes Bridge               | Barnes                 | Richmond-upon-Thames | 2                 | 0,118                    | 3               | 1916      | Hounslow Loop              |                                                    | 51°28′19.92″N 0°15′08.28″W |
| Battersea Park              | Battersea Park         | Wandsworth           | 5                 | 0,947                    | 2               | 1865      | South London               |                                                    | 51°28′40.44″N 0°08′51.72″W |
| Beckenham Hill              | Beckenham Hill         | Lewisham             | 2                 | 0,140                    | 4               | 1892      | Catford Loop               |                                                    | 51°25′28.56″N 0°00′57.96″W |
| Beckenham Junction          | Beckenham              | Bromley              | 5                 | 1,761                    | 4               | 1857      | Chatham Main               |                                                    | 51°24′39.24″N 0°00′32.52″W |
| Bellingham                  | Bellingham             | Lewisham             | 2                 | 0,464                    | 3               | 1892      | Catford Loop               |                                                    | 51°26′03.12″N 0°01′11.64″W |
| Belmont                     | Belmont                | Sutton               | 1                 | 0,031                    | 5               | 1865      | Sutton & Mole Valley       |                                                    | 51°20′38.4″N 0°11′54.96″W  |
| Belvedere                   | Belvedere              | Bexley               | 2                 | 0,463                    | 5               | 1859      | North Kent                 |                                                    | 51°29′33.72″N 0°09′08.64″E |
| Berrylands                  | Berrylands             | Kingston-upon-Thames | 2                 | 0,182                    | 5               | 1933      | South Western M            |                                                    | 51°23′55.68″N 0°16′49.08″W |
| Bethnal Green               | Bethnal Green          | Tower Hamlets        | 2                 | 0,385                    | 2               | 1872      | West Anglia Main           |                                                    | 51°31′22.8″N 0°03′34.2″W   |
| Bexley                      | Bexley                 | Bexley               | 2                 | 0,517                    | 6               | 1866      | Dartford Loop              |                                                    | 51°26′25.08″N 0°08′52.44″E |
| Bexleyheath                 | Bexleyheath            | Bexley               | 2                 | 2,241                    | 5               | 1895      | Bexleyheath                |                                                    | 51°27′48.6″N 0°08′01.68″E  |
| Bickley                     | Bickley                | Bromley              | 4                 | 0,596                    | 5               | 1858      | Chatham Main               |                                                    | 51°23′58.2″N 0°02′38.76″E  |
| Birkbeck                    | Birkbeck               | Bromley              | 1 e 1 Tramlink    | 0,021                    | 4               | 1930      | Beck J to C Palace         |                                                    | 51°24′14.04″N 0°03′24.48″W |
| Blackfriars                 | Blackfriars            | Città di Londra      | 5                 | 7,783                    | 1               | 1886      | Thameslink                 |                                                    | 51°30′41.76″N 0°06′10.8″W  |
| Blackheath                  | Blackheath             | Lewisham             | 2                 | 1,980                    | 3               | 1849      | North Kent                 |                                                    | 51°27′58.68″N 0°00′23.04″E |
| Blackhorse Road             | Walthamstow            | Waltham Forest       | 2                 | 5,312                    | 3               | 1894      | Gospel Oak to Barking      |                                                    | 51°35′11.76″N 0°01′29.76″W |
| Bowes Park                  | Bowes Park             | Haringey             | 2                 | 0,174                    | 3               | 1880      | Hertford Loop              |                                                    | 51°36′28.08″N 0°07′15.24″W |
| Brentford                   | Brentford              | Hounslow             | 2                 | 0,517                    | 4               | 1849      | Hounslow Loop              |                                                    | 51°29′15″N 0°18′34.56″W    |
| Brimsdown                   | Brimsdown              | Enfield              | 2                 | 0,328                    | 5               | 1884      | Lea Valley                 |                                                    | 51°39′20.16″N 0°01′48.36″W |
| Brixton                     | Brixton                | Lambeth              | 2                 | 0,381                    | 2               | 1862      | Chatham Main               |                                                    | 51°27′46.44″N 0°06′47.52″W |
| Brockley                    | Brockley               | Lewisham             | 2                 | 1,286                    | 2               | 1871      | Brighton Main              |                                                    | 51°27′52.2″N 0°02′12.84″W  |
| Bromley North               | Bromley                | Bromley              | 2                 | 0.529                    | 4               | 1878      | Bromley North              |                                                    | 51°24′31.68″N 0°01′04.44″E |
| Bromley South               | Bromley                | Bromley              | 4                 | 4,573                    | 5               | 1858      | Chatham Main               |                                                    | 51°24′01.44″N 0°01′05.16″E |
| Brondesbury                 | Kilburn                | Brent                | 2                 | 0,429                    | 2               | 1860      | North London               |                                                    | 51°32′42.36″N 0°12′07.2″W  |
| Brondesbury Park            | Brondesbury            | Brent                | 2                 | 0,191                    | 2               | 1904      | North London               |                                                    | 51°32′26.52″N 0°12′37.08″W |
| Bruce Grove                 | Tottenham              | Haringey             | 2                 | 0,159                    | 3               | 1872      | Lea Valley                 |                                                    | 51°35′38.4″N 0°04′13.44″W  |
| Bush Hill Park              | Enfield Town           | Enfield              | 2                 | 0,524                    | 5               | 1880      | Lea Valley                 |                                                    | 51°38′30.48″N 0°04′08.76″W |
| Caledonian Road & Barnsbury | Barnsbury              | Islington            | 2                 | 0,217                    | 2               | 1850      | North London               |                                                    | 51°32′35.52″N 0°06′52.2″W  |
| Cambridge Heath             | Cambridge Heath        | Tower Hamlets        | 4                 | 0,046                    | 2               | 1872      | Lea Valley                 |                                                    | 51°31′55.56″N 0°03′25.92″W |
| Camden Road                 | Camden Town            | Camden               | 2                 | 1,087                    | 2               | 1870      | North London               |                                                    | 51°32′39.84″N 0°08′24.36″W |
| Cannon Street               | Cannon Street          | Città di Londra      | 7                 | 17,460                   | 1               | 1866      | South Eastern Main         |                                                    | 51°30′36.36″N 0°05′28.32″W |
| Canonbury                   | Canonbury              | Islington            | 2                 | 0,243                    | 2               | 1869      | North London               |                                                    | 51°32′53.52″N 0°05′33″W    |
| Carshalton                  | Carshalton             | Sutton               | 2                 | 0,797                    | 5               | 1868      | Sutton & Mole Valley       |                                                    | 51°22′06.96″N 0°09′57.24″W |
| Carshalton Beeches          | Carshalton             | Sutton               | 2                 | 0,644                    | 5               | 1906      | Sutton & Mole Valley       |                                                    | 51°21′27.72″N 0°10′17.04″W |
| Castle Bar Park             | West Ealing            | Ealing               | 2                 | 0,130                    | 4               | 1906      | Greenford Branch           |                                                    | 51°31′22.08″N 0°19′56.28″W |
| Catford                     | Catford                | Lewisham             | 2                 | 0,825                    | 3               | 1892      | Catford Loop               |                                                    | 51°26′40.92″N 0°00′33.96″W |
| Catford Bridge              | Catford                | Lewisham             | 2                 | 0,835                    | 3               | 1857      | Mid-Kent                   |                                                    | 51°26′40.56″N 0°01′30″W    |
| Chadwell Heath              | Chadwell Heath         | Barking e Dagenham   | 4                 | 1,608                    | 5               | 1864      | Great Eastern Main         |                                                    | 51°34′04.08″N 0°07′45.12″E |
| Chalfont & Latimer          | Little Chalfont        | Chiltern             | 3                 | 1,056                    | C               | 1889      | London to Aylesbury        |                                                    | 51°40′04.44″N 0°33′39.6″W  |
| Charing Cross               | Charing Cross          | Westminster          | 6                 | 28,822                   | 1               | 1864      | South Eastern Main         |                                                    | 51°30′27″N 0°07′23.16″W    |
| Charlton                    | Charlton               | Greenwich            | 2                 | 1,017                    | 3               | 1849      | North Kent                 |                                                    | 51°29′12.48″N 0°00′51.6″E  |
| Cheam                       | Cheam                  | Sutton               | 2                 | 0,627                    | 5               | 1844      | Sutton & Mole Valley       |                                                    | 51°21′21.6″N 0°12′52.92″W  |
| Chelsfield                  | Chelsfield             | Bromley              | 2                 | 0,305                    | 6               | 1868      | South Eastern Main         |                                                    | 51°21′23.4″N 0°06′27.36″E  |
| Chessington North           | Chessington            | Kingston-upon-Thames | 2                 | 0,281                    | 6               | 1939      | Chessington Branch         |                                                    | 51°21′51.12″N 0°18′01.8″W  |
| Chessington South           | Chessington            | Kingston-upon-Thames | 2                 | 0,218                    | 6               | 1939      | Chessington Branch         |                                                    | 51°21′24.84″N 0°18′28.8″W  |
| Chingford                   | Chingford              | Epping Forest        | 2                 | 1,117                    | 5               | 1873      | Chingford Branch           |                                                    | 51°37′59.16″N 0°00′33.84″E |
| Chislehurst                 | Chislehurst            | Bromley              | 4                 | 0,836                    | 5               | 1865      | South Eastern Main         |                                                    | 51°24′20.52″N 0°03′26.28″E |
| Chiswick                    | Chiswick               | Hounslow             | 2                 | 0,250                    | 4               | 1849      | Hounslow Loop              |                                                    | 51°28′52.68″N 0°16′05.88″W |
| City Thameslink             | Holborn Viaduct        | Città di Londra      | 2                 | 4,010                    | 1               | 1990      | Thameslink                 |                                                    | 51°30′58.68″N 0°06′13.32″W |
| Clapham High Street         | Clapham                | Lambeth              | 2                 | 0,090                    | 2               | 1866      | South London               |                                                    | 51°27′56.88″N 0°07′58.08″W |
| Clapham Junction            | Battersea              | Wandsworth           | 16                | 12,550                   | 2               | 1863      | S W M and Brighton M       |                                                    | 51°27′51.84″N 0°10′13.08″W |
| Clapton                     | Upper Clapton          | Hackney              | 2                 | 0,355                    | 2               | 1873      | Lea Valley                 |                                                    | 51°33′42.12″N 0°03′25.56″W |
| Clock House                 | Beckenham              | Bromley              | 2                 | 0,840                    | 4               | 1864      | Hayes                      |                                                    | 51°24′31.68″N 0°02′27.96″W |
| Coulsdon South              | Coulsdon               | Croydon              | 2                 | 0,921                    | 6               | 1889      | Brighton Main              |                                                    | 51°18′56.52″N 0°08′16.8″W  |
| Crayford                    | Crayford               | Bexley               | 2                 | 0,955                    | 6               | 1866      | Dartford Loop              |                                                    | 51°26′53.88″N 0°10′42.96″E |
| Crews Hill                  | Crews Hill             | Enfield              | 2                 | 0,027                    | 6               | 1910      | Hertford Loop              |                                                    | 51°41′04.2″N 0°06′25.92″W  |
| Cricklewood                 | Cricklewood            | Barnet               | 4                 | 0,551                    | 3               | 1868      | Thameslink                 |                                                    | 51°33′30.96″N 0°12′46.44″W |
| Crofton Park                | Crofton Park           | Lewisham             | 2                 | 0,353                    | 3               | 1892      | Catford Loop               |                                                    | 51°27′18″N 0°02′12.12″W    |
| Crouch Hill                 | Crouch Hill            | Islington            | 2                 | 0,072                    | 3               | 1868      | Gospel Oak to Barking      |                                                    | 51°34′19.2″N 0°07′01.56″W  |
| Crystal Palace              | Crystal Palace         | Bromley              | 4                 | 0,873                    | 4               | 1854      | Brighton Main              |                                                    | 51°25′05.52″N 0°04′21.36″W |
| Dagenham Dock               | Dagenham Dock          | Barking e Dagenham   | 2                 | 0,076                    | 5               | 1854      | L, T & S                   |                                                    | 51°31′36.48″N 0°08′42″E    |
| Dalston Kingsland           | Dalston                | Hackney              | 2                 | 1,192                    | 2               | 1983      | North London               |                                                    | 51°32′53.52″N 0°04′34.68″W |
| Dartford                    | Dartford               | Dartford             | 4                 | 2,894                    | Fuori           | 1849      | North Kent                 |                                                    | 51°26′51″N 0°13′09.48″E    |
| Denmark Hill                | Denmark Hill           | Southwark            | 4                 | 1,568                    | 2               | 1866      | South London               |                                                    | 51°28′05.88″N 0°05′21.84″W |
| Deptford                    | Deptford               | Lewisham             | 2                 | 0,311                    | 2               | 1836      | Greenwich                  |                                                    | 51°28′43.68″N 0°01′35.4″W  |
| Drayton Green               | Ealing                 | Ealing               | 2                 | 0,006                    | 4               | 1905      | Greenford Branch           |                                                    | 51°30′59.4″N 0°19′48″W     |
| Drayton Park                | Islington              | Islington            | 2                 | 0,130                    | 2               | 1904      | Northern City              |                                                    | 51°33′10.08″N 0°06′19.8″W  |
| Ealing Broadway             | Ealing                 | Ealing               | 9                 | 6,307                    | 3               | 1838      | Great Western M            |                                                    | 51°30′52.92″N 0°18′06.12″W |
| Earlsfield                  | Earlsfield             | Wandsworth           | 3                 | 2,855                    | 3               | 1884      | South Western M            | Borley (1982)                                      | 51°26′32.64″N 0°11′15.72″W |
| East Croydon                | Croydon                | Croydon              | 6                 | 14,739                   | 5               | 1841      | Brighton Main              |                                                    | 51°22′31.08″N 0°05′34.8″W  |
| East Dulwich                | Dulwich                | Southwark            | 2                 | 0,719                    | 2               | 1868      | Sutton & Mole Valley       |                                                    | 51°27′41.76″N 0°04′49.44″W |
| Eden Park                   | Eden Park              | Bromley              | 2                 | 0.356                    | 5               | 1882      | Hayes                      |                                                    | 51°23′24″N 0°00′34.32″W    |
| Edmonton Green              | Edmonton               | Enfield              | 2                 | 1,153                    | 4               | 1872      | Lea Valley                 |                                                    | 51°37′27.12″N 0°03′41.04″W |
| Elephant & Castle           | Elephant and Castle    | Southwark            | 4                 | 2.006                    | 1               | 1862      | Thameslink                 |                                                    | 51°29′37.68″N 0°05′54.96″W |
| Elmers End                  | Elmers End             | Bromley              | 3                 | 0,616                    | 4               | 1864      | Hayes                      |                                                    | 51°23′53.16″N 0°02′58.56″W |
| Elmstead Woods              | Elmstead               | Bromley              | 4                 | 0,889                    | 4               | 1904      | South Eastern Main         |                                                    | 51°25′00.48″N 0°02′38.76″E |
| Elstree & Borehamwood       | Elstree                | Hertsmere            | 4                 | 1,805                    | 6               | 1868      | Thameslink                 |                                                    | 51°39′11.16″N 0°16′48.72″W |
| Eltham                      | Eltham                 | Greenwich            | 2                 | 1,828                    | 4               | 1895      | Bexleyheath                |                                                    | 51°27′19.8″N 0°03′05.4″E   |
| Emerson Park                | Emerson Park           | Havering             | 1                 | 0,032                    | 6               | 1892      | Romford-Upminster          |                                                    | 51°34′07.32″N 0°13′13.44″E |
| Enfield Chase               | Enfield Town           | Enfield              | 2                 | 0,688                    | 5               | 1910      | Hertford Loop              |                                                    | 51°39′10.44″N 0°05′26.88″W |
| Enfield Lock                | Enfield Town           | Enfield              | 2                 | 0,596                    | 6               | 1855      | Lea Valley                 |                                                    | 51°40′15.24″N 0°00′42.24″W |
| Enfield Town                | Enfield Town           | Enfield              | 3                 | 1,263                    | 5               | 1849      | Lea Valley                 |                                                    | 51°39′05.76″N 0°04′45.12″W |
| Erith                       | Erith                  | Bexley               | 2                 | 0,457                    | 6               | 1849      | North Kent                 | Archiviato il 30 giugno 2009 in Internet Archive.  | 51°28′53.76″N 0°10′31.44″E |
| Essex Road                  | Canonbury              | Islington            | 2                 | 0,118                    | 2               | 1904      | Northern City              |                                                    | 51°32′26.16″N 0°05′46.68″W |
| Euston                      | Euston Square          | Camden               | 18                | 26,256                   | 1               | 1837      | West Coast Main            |                                                    | 51°31′43.32″N 0°08′04.2″W  |
| Falconwood                  | Falconwood             | Bexley               | 2                 | 0,691                    | 4               | 1936      | Bexleyheath                |                                                    | 51°27′33.12″N 0°04′47.64″E |
| Farringdon                  | Clerkenwell            | Islington            | 4                 | 14,392                   | 1               | 1863      | Thameslink                 |                                                    | 51°31′14.16″N 0°06′19.08″W |
| Feltham                     | Feltham                | Hounslow             | 2                 | 1,864                    | 6               | 1848      | Waterloo to Reading        |                                                    | 51°26′53.16″N 0°24′31.68″W |
| Fenchurch Street            | Fenchurch Street       | Città di Londra      | 4                 | 16,086                   | 1               | 1841      | L, T & S                   |                                                    | 51°30′41.04″N 0°04′41.88″W |
| Finchley Road & Frognal     | Frognal                | Camden               | 2                 | 0,196                    | 2               | 1860      | North London               |                                                    | 51°32′59.64″N 0°11′01.32″W |
| Finsbury Park               | Finsbury Park          | Islington            | 4                 | 5,021                    | 2               | 1861      | East Coast Main            |                                                    | 51°33′00.72″N 0°11′00.96″W |
| Forest Gate                 | Forest Gate            | Newham               | 2                 | 0,956                    | 3               | 1839      | Great Eastern Main         |                                                    | 51°32′57.84″N 0°01′27.12″E |
| Forest Hill                 | Forest Hill            | Lewisham             | 2                 | 2,033                    | 3               | 1839      | Brighton Main              |                                                    | 51°26′21.48″N 0°03′11.88″W |
| Fulwell                     | Fulwell                | Richmond-upon-Thames | 2                 | 0.254                    | 6               | 1864      | Shepperton Branch          |                                                    | 51°26′00.24″N 0°21′02.88″W |
| Gidea Park                  | Gidea Park             | Havering             | 4                 | 1,689                    | 6               | 1910      | Great Eastern Main         |                                                    | 51°34′55.2″N 0°12′22.68″E  |
| Gipsy Hill                  | Gipsy Hill             | Lambeth              | 2                 | 1,077                    | 3               | 1856      | South London               | Borley (1982)                                      | 51°25′28.56″N 0°05′02.4″W  |
| Goodmayes                   | Goodmayes              | Redbridge            | 4                 | 1,156                    | 4               | 1901      | Great Eastern Main         |                                                    | 51°33′55.8″N 0°06′39.24″E  |
| Gordon Hill                 | Lavender Hill          | Enfield              | 3                 | 0,618                    | 5               | 1910      | Hertford Loop              |                                                    | 51°39′47.52″N 0°05′39.48″W |
| Gospel Oak                  | Gospel Oak             | Camden               | 3                 | 0,625                    | 2               | 1860      | N L and G O to Barking     |                                                    | 51°33′18.72″N 0°09′05.04″W |
| Grange Park                 | Grange Park            | Enfield              | 2                 | 0,182                    | 5               | 1910      | Hertford Loop              |                                                    | 51°38′35.16″N 0°05′48.84″W |
| Greenford                   | Greenford              | Ealing               | 3                 | 2,290                    | 4               | 1904      | Greenford Branch           |                                                    | 51°32′33.36″N 0°20′46.68″W |
| Greenwich                   | Greenwich              | Greenwich            | 4                 | 1,649                    | 2               | 1836      | Greenwich                  |                                                    | 51°28′41.52″N 0°00′48.24″W |
| Grove Park                  | Grove Park and Downham | Lewisham             | 5                 | 1,487                    | 4               | 1871      | Southeastern Main          |                                                    | 51°25′50.16″N 0°01′18.84″E |
| Gunnersbury                 | Gunnersbury            | Hounslow             | 2                 | 1,265                    | 3               | 1869      | North London               |                                                    | 51°29′30.48″N 0°16′30″W    |
| Hackbridge                  | Hackbridge             | Sutton               | 2                 | 0,535                    | 4               | 1868      | Sutton & Mole Valley       | Borley (1982)                                      | 51°22′40.08″N 0°09′14.04″W |
| Hackney Central             | Hackney Central        | Hackney              | 2                 | 0,746                    | 2               | 1850      | North London               |                                                    | 51°32′49.2″N 0°03′21.24″W  |
| Hackney Downs               | Hackney Downs          | Hackney              | 4                 | 1,229                    | 2               | 1872      | Lea Valley                 |                                                    | 51°32′53.88″N 0°03′36.36″W |
| Hackney Wick                | Hackney Wick           | Tower Hamlets        | 2                 | 0,288                    | 2               | 1985      | North London               |                                                    | 51°32′35.52″N 0°01′29.64″W |
| Hadley Wood                 | Hadley Wood            | Enfield              | 2                 | 0,207                    | 6               | 1885      | East Coast Main            |                                                    | 51°40′07.68″N 0°10′33.96″W |
| Hampstead Heath             | Hampstead              | Camden               | 2                 | 0,485                    | 3               | 1860      | North London               |                                                    | 51°33′19.08″N 0°09′55.44″W |
| Hampton                     | Hampton                | Richmond-upon-Thames | 2                 | 0,671                    | 6               | 1864      | Shepperton Branch          | Borley (1982)                                      | 51°24′57.24″N 0°22′18.12″W |
| Hampton Court               | East Molesey           | Elmbridge            | 2                 | 0,782                    | 6               | 1849      | Hampton Court Branch       |                                                    | 51°24′10.08″N 0°20′33″W    |
| Hampton Wick                | Hampton Wick           | Richmond-upon-Thames | 2                 | 0,442                    | 6               | 1863      | Kingston Loop              |                                                    | 51°24′50.76″N 0°18′38.52″W |
| Hanwell                     | Hanwell                | Ealing               | 4                 | 0,263                    | 4               | 1839      | Great Western M            |                                                    | 51°30′41.76″N 0°20′20.04″W |
| Harlesden                   | Harlesden              | Brent                | 2                 | 2,106                    | 3               | 1912      | Watford DC                 |                                                    | 51°32′10.68″N 0°15′29.16″W |
| Harold Wood                 | Harold Wood            | Havering             | 2                 | 1,771                    | 6               | 1868      | Great Eastern Main         |                                                    | 51°35′34.08″N 0°14′03.48″E |
| Harringay                   | Harringay              | Haringey             | 2                 | 0,328                    | 3               | 1865      | East Coast Main            |                                                    | 51°34′37.2″N 0°06′18.72″W  |
| Harringay Green Lanes       | Harringay              | Haringey             | 2                 | 0,064                    | 3               | 1880      | Gospel Oak to Barking      |                                                    | 51°34′38.64″N 0°05′51.72″W |
| Harrow & Wealdstone         | Wealdstone             | Harrow               | 6                 | 3,957                    | 5               | 1837      | Watford DC, WCML           |                                                    | 51°35′31.56″N 0°20′04.92″W |
| Harrow-on-the-Hill          | Harrow on the Hill     | Harrow               | 6                 | 8,026                    | 5               | 1880      | London to Aylesbury        |                                                    | 51°34′45.84″N 0°20′13.2″W  |
| Hatch End                   | Hatch End              | Harrow               | 2                 | 0,315                    | 6               | 1844      | Watford DC                 |                                                    | 51°36′34.92″N 0°22′05.52″W |
| Haydons Road                | Merton                 | Merton               | 2                 | 0,158                    | 3               | 1868      | Thameslink                 |                                                    | 51°25′31.8″N 0°11′16.8″W   |
| Hayes                       | Hayes                  | Bromley              | 2                 | 0,739                    | 5               | 1882      | Hayes                      |                                                    | 51°22′35.4″N 0°00′36.72″E  |
| Hayes & Harlington          | Hayes (Hillingdon)     | Hillingdon           | 4                 | 1,297                    | 5               | 1864      | Great Western M            |                                                    | 51°30′11.16″N 0°25′13.08″W |
| Headstone Lane              | Harrow Weald           | Harrow               | 2                 | 0,118                    | 5               | 1917      | Watford DC                 |                                                    | 51°36′06.84″N 0°21′23.76″W |
| Hendon                      | Hendon                 | Barnet               | 4                 | 0,526                    | 4               | 1868      | Thameslink                 |                                                    | 51°34′48″N 0°14′20.04″W    |
| Herne Hill                  | Herne Hill             | Lambeth              | 4                 | 1,913                    | 2               | 1862      | Chatham Main               |                                                    | 51°27′11.88″N 0°06′07.56″W |
| Highams Park                | Highams Park           | Waltham Forest       | 2                 | 1,221                    | 4               | 1873      | Chingford Branch           |                                                    | 51°36′30.24″N 0°00′00.36″W |
| Highbury & Islington        | Highbury               | Islington            | 7                 | 10,753                   | 2               | 1872      | N London and N City        |                                                    | 51°32′44.88″N 0°06′18″W    |
| Hither Green                | Hither Green           | Lewisham             | 6                 | 1,052                    | 3               | 1866      | Dartford Loop              |                                                    | 51°27′06.84″N 0°00′02.88″W |
| Homerton                    | Homerton               | Hackney              | 2                 | 0,277                    | 2               | 1868      | North London               |                                                    | 51°32′49.2″N 0°02′35.16″W  |
| Honor Oak Park              | Honor Oak              | Lewisham             | 2                 | 0,981                    | 3               | 1886      | Brighton Main              |                                                    | 51°27′00.36″N 0°02′44.16″W |
| Hornsey                     | Hornsey                | Haringey             | 2                 | 0,362                    | 3               | 1850      | East Coast Main            |                                                    | 51°35′10.32″N 0°06′41.76″W |
| Hounslow                    | Hounslow               | Hounslow             | 2                 | 0,501                    | 5               | 1849      | Hounslow Loop              |                                                    | 51°27′43.2″N 0°21′43.92″W  |
| Ilford                      | Ilford                 | Redbridge            | 5                 | 2,932                    | 4               | 1839      | Great Eastern Main         |                                                    | 51°33′30.96″N 0°04′10.56″E |
| Isleworth                   | Isleworth              | Hounslow             | 2                 | 0,264                    | 4               | 1850      | Hounslow Loop              | Borley (1982)                                      | 51°28′29.64″N 0°20′13.2″W  |
| Kenley                      | Kenley                 | Croydon              | 2                 | 0,342                    | 6               | 1856      | Caterham                   | [ collegamento interrotto ]                        | 51°19′28.56″N 0°06′02.52″W |
| Kensal Green                | Kensal Green           | Brent                | 2                 | 2,035                    | 2               | 1916      | Watford DC                 |                                                    | 51°31′50.16″N 0°13′27.48″W |
| Kensal Rise                 | Kensal Green           | Brent                | 2                 | 0,333                    | 2               | 1873      | North London               |                                                    | 51°32′04.2″N 0°13′13.44″W  |
| Kensington (Olympia)        | Olympia                | Kensington e Chelsea | 3                 | 1,159                    | 2               | 1864      | West London                |                                                    | 51°29′54.6″N 0°12′39.6″W   |
| Kent House                  | Penge                  | Bromley              | 4                 | 0,509                    | 4               | 1884      | Chatham Main               |                                                    | 51°24′44.28″N 0°02′43.08″W |
| Kentish Town                | Kentish Town           | Camden               | 4                 | 5,626                    | 2               | 1868      | Thameslink                 |                                                    | 51°33′01.8″N 0°08′22.56″W  |
| Kentish Town West           | Kentish Town           | Camden               | 2                 | 0,143                    | 2               | 1860      | North London               |                                                    | 51°32′48.48″N 0°08′48.48″W |
| Kenton                      | Kenton                 | Brent                | 2                 | 1,072                    | 4               | 1912      | Watford DC                 |                                                    | 51°34′54.48″N 0°19′00.12″W |
| Kew Bridge                  | Kew Bridge             | Hounslow             | 2                 | 0,235                    | 3               | 1849      | Hounslow Loop              |                                                    | 51°29′22.2″N 0°16′16.08″W  |
| Kew Gardens                 | Kew Gardens            | Richmond-upon-Thames | 2                 | 2,957                    | 3               | 1870      | North London               |                                                    | 51°28′37.92″N 0°17′05.64″W |
| Kidbrooke                   | Kidbrooke              | Greenwich            | 2                 | 0,736                    | 3               | 1895      | Bexleyheath                |                                                    | 51°27′43.56″N 0°01′38.28″E |
| Kilburn High Road           | Kilburn                | Camden               | 2                 | 0,209                    | 2               | 1852      | Watford DC                 |                                                    | 51°32′14.28″N 0°11′33″W    |
| King's Cross                | King's Cross           | Camden               | 11                | 20,805                   | 1               | 1852      | East Coast Main            |                                                    | 51°31′56.64″N 0°07′23.88″W |
| King's Cross Thameslink     | King's Cross           | Camden               | 2                 | 7,715                    | 1               | 1863      | Thameslink                 |                                                    | 51°31′50.88″N 0°07′12.72″W |
| Kingston                    | Kingston               | Kingston-upon-Thames | 3                 | 3,163                    | 6               | 1845      | Kingston Loop              |                                                    | 51°24′46.44″N 0°18′06.84″W |
| Knockholt                   | Chelsfield             | Bromley              | 2                 | 0,043                    | 6               | 1876      | South Eastern Main         | Borley (1982)                                      | 51°20′45.24″N 0°07′50.52″E |
| Ladywell                    | Ladywell               | Lewisham             | 2                 | 0,627                    | 3               | 1857      | Dartford Loop and Mid-Kent |                                                    | 51°27′22.32″N 0°01′09.12″W |
| Lee                         | Lee                    | Lewisham             | 2                 | 1,088                    | 3               | 1866      | Dartford Loop              |                                                    | 51°26′58.92″N 0°00′46.08″E |
| Lewisham                    | Lewisham               | Lewisham             | 6                 | 4,070                    | 2               | 1849      | Southeastern Main          |                                                    | 51°27′56.88″N 0°00′50.76″W |
| Leyton Midland Road         | Leyton                 | Waltham Forest       | 2                 | 0,034                    | 3               | 1894      | Gospel Oak to Barking      |                                                    | 51°34′09.48″N 0°00′25.92″W |
| Leytonstone High Road       | Leytonstone            | Waltham Forest       | 2                 | 0,031                    | 3               | 1894      | Gospel Oak to Barking      |                                                    | 51°33′48.24″N 0°00′26.28″E |
| Limehouse                   | Limehouse              | Tower Hamlets        | 4                 | 2,246                    | 2               | 1840      | L, T & S                   |                                                    | 51°30′45.36″N 0°02′24.72″W |
| Liverpool Street            | Bishopsgate            | Città di Londra      | 18                | 50,469                   | 1               | 1874      | Great Eastern Main         |                                                    | 51°31′06.6″N 0°03′54.84″W  |
| London Bridge               | London Bridge          | Southwark            | 15                | 37,020                   | 1               | 1836      | South Eastern Main         |                                                    | 51°30′19.08″N 0°05′06.36″W |
| London Fields               | London Fields          | Hackney              | 4                 | 0,047                    | 2               | 1872      | Lea Valley                 |                                                    | 51°32′26.52″N 0°03′27.72″W |
| Loughborough Junction       | Brixton                | Lambeth              | 2                 | 0,424                    | 2               | 1864      | Thameslink                 |                                                    | 51°27′57.96″N 0°06′07.2″W  |
| Lower Sydenham              | Beckenham              | Lewisham             | 2                 | 0,302                    | 4               | 1857      | Mid-Kent                   |                                                    | 51°25′28.2″N 0°02′00.96″W  |
| Malden Manor                | Old Malden             | Kingston-upon-Thames | 2                 | 0,246                    | 4               | 1938      | Chessington Branch         |                                                    | 51°23′04.92″N 0°15′42.48″W |
| Manor Park                  | Manor Park             | Newham               | 4                 | 0,694                    | 3               | 1872      | Great Eastern Main         |                                                    | 51°33′09.36″N 0°02′46.68″E |
| Maryland                    | Maryland               | Newham               | 2                 | 0,197                    | 3               | 1874      | Great Eastern Main         |                                                    | 51°32′45.6″N 0°00′21.24″E  |
| Marylebone                  | Marylebone             | Westminster          | 6                 | 6,949                    | 1               | 1899      | Chiltern Main              |                                                    | 51°31′23.16″N 0°09′46.8″W  |
| Maze Hill                   | Maze Hill              | Greenwich            | 2                 | 0,540                    | 3               | 1873      | Greenwich                  |                                                    | 51°28′58.8″N 0°00′11.52″E  |
| Mill Hill                   | Mill Hill              | Barnet               | 4                 | 1,236                    | 4               | 1868      | Thameslink                 |                                                    | 51°36′46.08″N 0°14′56.76″W |
| Mitcham Junction            | Mitcham                | Merton               | 2 & 2 on Tramlink | 0,174                    | 4               | 1868      | Sutton & Mole Valley       |                                                    | 51°23′34.8″N 0°09′27.36″W  |
| Moorgate                    | Moorgate               | Città di Londra      | 10                | 7,135                    | 1               | 1865      | N City and Thameslink      |                                                    | 51°31′07.32″N 0°05′22.56″W |
| Morden South                | Morden                 | Merton               | 2                 | 0,023                    | 4               | 1930      | Thameslink                 |                                                    | 51°23′47.4″N 0°11′56.4″W   |
| Mortlake                    | Mortlake               | Richmond-upon-Thames | 2                 | 1,106                    | 3               | 1846      | Waterloo to Reading        | Borley (1982)                                      | 51°28′05.52″N 0°16′01.92″W |
| Motspur Park                | Motspur Park           | Merton               | 2                 | 0,592                    | 4               | 1938      | Sutton & Mole Valley       |                                                    | 51°23′44.88″N 0°14′22.92″W |
| Mottingham                  | Mottingham             | Greenwich            | 2                 | 0,898                    | 4               | 1866      | Dartford Loop              |                                                    | 51°26′24.36″N 0°03′01.44″E |
| New Barnet                  | New Barnet             | Barnet               | 4                 | 0,674                    | 5               | 1857      | East Coast Main            |                                                    | 51°38′55.68″N 0°10′25.68″W |
| New Beckenham               | Beckenham              | Bromley              | 2                 | 0,683                    | 4               | 1857      | Mid-Kent                   |                                                    | 51°24′59.04″N 0°02′05.28″W |
| New Cross                   | New Cross              | Lewisham             | 4                 | 2,065                    | 2               | 1850      | Hayes                      |                                                    | 51°28′33.6″N 0°01′57″W     |
| New Cross Gate              | New Cross              | Lewisham             | 5                 | 2,330                    | 2               | 1839      | Brighton Main Line         |                                                    | 51°28′30.72″N 0°02′26.16″W |
| New Eltham                  | New Eltham             | Greenwich            | 2                 | 1,689                    | 4               | 1878      | Dartford Loop              |                                                    | 51°26′16.8″N 0°04′13.8″E   |
| New Malden                  | New Malden             | Kingston-upon-Thames | 2                 | 1,892                    | 4               | 1838      | South Western M            |                                                    | 51°24′14.04″N 0°15′21.6″W  |
| New Southgate               | New Southgate          | Barnet               | 2                 | 0,291                    | 4               | 1850      | East Coast Main            |                                                    | 51°36′51.12″N 0°08′35.52″W |
| Norbiton                    | Norbiton               | Kingston-upon-Thames | 2                 | 1,223                    | 5               | 1869      | Kingston Loop              | Borley (1982)                                      | 51°24′44.64″N 0°17′01.68″W |
| Norbury                     | Norbury                | Croydon              | 4                 | 1,532                    | 3               | 1878      | Sutton & Mole Valley       | [ collegamento interrotto ]                        | 51°24′41.04″N 0°07′17.04″W |
| North Dulwich               | Dulwich                | Southwark            | 2                 | 0,482                    | 2               | 1868      | Sutton & Mole Valley       | Borley (1982)                                      | 51°27′15.48″N 0°05′19.32″W |
| Northolt Park               | Northolt               | Ealing               | 2                 | 0,091                    | 5               | 1926      | Chiltern Main              |                                                    | 51°33′26.64″N 0°21′34.2″W  |
| North Sheen                 | North Sheen            | Richmond-upon-Thames | 2                 | 0,217                    | 3               | 1930      | Waterloo to Reading        | Borley (1982)                                      | 51°27′56.16″N 0°17′11.4″W  |
| Northumberland Park         | Northumberland Park    | Haringey             | 2                 | 0,073                    | 3               | 1840      | Lea Valley                 |                                                    | 51°35′54.96″N 0°03′18.36″W |
| North Wembley               | Wembley                | Brent                | 2                 | 0,295                    | 4               | 1912      | Watford DC                 |                                                    | 51°33′45.72″N 0°18′14.4″W  |
| Norwood Junction            | South Norwood          | Croydon              | 5                 | 2,015                    | 4               | 1841      | Brighton Main              |                                                    | 51°23′49.56″N 0°04′29.64″W |
| Nunhead                     | Nunhead                | Southwark            | 2                 | 0,417                    | 2               | 1865      | Chatham Main               |                                                    | 51°28′01.56″N 0°03′09.72″W |
| Oakleigh Park               | Oakleigh Park          | Barnet               | 2                 | 0,601                    | 4               | 1873      | East Coast Main            |                                                    | 51°38′16.44″N 0°10′00.12″W |
| Old Street                  | Old Street             | Islington            | 4                 | 13,791                   | 1               | 1901      | Northern City              |                                                    | 51°31′32.88″N 0°05′06″W    |
| Orpington                   | Orpington              | Bromley              | 8                 | 3,716                    | 6               | 1868      | South Eastern              |                                                    | 51°22′26.76″N 0°05′18.6″E  |
| Paddington                  | Paddington             | Westminster          | 14                | 25,788                   | 1               | 1838      | Great Western M            |                                                    | 51°31′01.56″N 0°10′36.84″W |
| Palmers Green               | Palmers Green          | Enfield              | 2                 | 0,774                    | 4               | 1871      | Hertford Loop              |                                                    | 51°37′06.24″N 0°06′36.72″W |
| Peckham Rye                 | Peckham                | Southwark            | 4                 | 2,363                    | 2               | 1864      | Chatham Main               |                                                    | 51°28′12.36″N 0°04′08.76″W |
| Penge East                  | Penge                  | Bromley              | 2                 | 0,689                    | 4               | 1862      | Chatham Main               |                                                    | 51°25′08.76″N 0°03′13.32″W |
| Penge West                  | Penge                  | Bromley              | 2                 | 0,247                    | 4               | 1839      | Brighton Main              |                                                    | 51°25′02.64″N 0°03′38.16″W |
| Petts Wood                  | Petts Wood             | Bromley              | 4                 | 1,619                    | 5               | 1928      | Sutton & Mole Valley       |                                                    | 51°23′20.04″N 0°04′27.12″E |
| Plumstead                   | Plumstead              | Greenwich            | 2                 | 0,747                    | 4               | 1849      | North Kent                 |                                                    | 51°29′22.92″N 0°05′03.84″E |
| Ponders End                 | Ponders End            | Enfield              | 2                 | 0,126                    | 5               | 1840      | Lea Valley                 |                                                    | 51°38′31.2″N 0°02′05.64″W  |
| Purley                      | Purley                 | Croydon              | 6                 | 1,834                    | 6               | 1841      | Brighton Main              |                                                    | 51°20′15.72″N 0°06′48.6″W  |
| Purley Oaks                 | Purley                 | Croydon              | 4                 | 0,396                    | 6               | 1899      | Brighton Main              | Borley (1982)                                      | 51°20′48.84″N 0°05′55.32″W |
| Putney                      | Putney                 | Wandsworth           | 4                 | 4,341                    | 2               | 1844      | Waterloo to Reading        |                                                    | 51°27′39.96″N 0°12′58.32″W |
| Queen's Park                | Queen's Park           | Brent                | 4                 | 3,151                    | 2               | 1879      | Watford DC                 |                                                    | 51°32′02.76″N 0°12′19.08″W |
| Queens Road Peckham         | Peckham                | Southwark            | 2                 | 0,387                    | 2               | 1866      | S London (Inner)           |                                                    | 51°28′24.96″N 0°03′26.28″W |
| Queenstown Rd (Battersea)   | Battersea              | Wandsworth           | 2                 | 0,191                    | 2               | 1877      | South Western M            |                                                    | 51°28′29.28″N 0°08′49.2″W  |
| Rainham                     | Rainham                | Havering             | 2                 | 0,821                    | 6               | 1854      | L, T & S                   |                                                    | 51°31′00.84″N 0°11′25.8″E  |
| Ravensbourne                | Ravensbourne           | Bromley              | 2                 | 0,131                    | 4               | 1892      | Catford Loop               |                                                    | 51°24′50.76″N 0°00′27″W    |
| Raynes Park                 | Raynes Park            | Merton               | 4                 | 2,359                    | 4               | 1838      | South Western M            |                                                    | 51°24′33.84″N 0°13′47.64″W |
| Rectory Road                | Stoke Newington        | Hackney              | 2                 | 0,194                    | 2               | 1872      | Lea Valley                 |                                                    | 51°33′30.24″N 0°04′05.16″W |
| Reedham                     | Purley                 | Croydon              | 2                 | 0,181                    | 6               | 1911      | Tattenham Corner           |                                                    | 51°19′52.68″N 0°07′23.88″W |
| Richmond                    | Richmond               | Richmond-upon-Thames | 7                 | 7,399                    | 4               | 1846      | Waterloo to Reading        |                                                    | 51°27′46.8″N 0°18′05.04″W  |
| Riddlesdown                 | Purley                 | Croydon              | 2                 | 0,217                    | 6               | 1927      | Oxted                      |                                                    | 51°19′56.28″N 0°05′58.56″W |
| Romford                     | Romford                | Havering             | 5                 | 5,118                    | 6               | 1839      | Great Eastern Main         |                                                    | 51°34′29.64″N 0°10′57.72″E |
| St. Helier                  | Merton                 | Merton               | 2                 | 0,048                    | 4               | 1930      | Thameslink                 |                                                    | 51°23′24.36″N 0°11′54.6″W  |
| St James Street             | Walthamstow            | Waltham Forest       | 2                 | 0,380                    | 3               | 1870      | Chingford Branch           |                                                    | 51°34′51.6″N 0°01′56.28″W  |
| St Johns                    | Lewisham               | Lewisham             | 2                 | 0,255                    | 2               | 1849      | Hayes                      |                                                    | 51°28′08.76″N 0°01′21″W    |
| St Margarets                | St. Margarets          | Richmond-upon-Thames | 2                 | 0,776                    | 4               | 1876      | Waterloo to Reading        |                                                    | 51°27′18″N 0°19′13.44″W    |
| St Mary Cray                | St Mary Cray           | Bromley              | 4                 | 0,975                    | 6               | 1858      | Chatham Main               |                                                    | 51°23′40.92″N 0°06′20.88″E |
| St Pancras International    | St Pancras             | Camden               | 12                | 5,471                    | 1               | 1868      | Midland M and High Speed 1 |                                                    | 51°31′53.04″N 0°07′33.96″W |
| Sanderstead                 | Sanderstead            | Croydon              | 2                 | 0,623                    | 6               | 1884      | Oxted                      |                                                    | 51°20′54.24″N 0°05′38.4″W  |
| Selhurst                    | Selhurst               | Croydon              | 4                 | 0,727                    | 4               | 1865      | Sutton & Mole Valley       | Borley (1982)                                      | 51°23′31.56″N 0°05′17.88″W |
| Seven Kings                 | Seven Kings            | Redbridge            | 4                 | 1,174                    | 4               | 1899      | Great Eastern Main         |                                                    | 51°33′48.6″N 0°05′48.84″E  |
| Seven Sisters               | Seven Sisters          | Haringey             | 5                 | 10,034                   | 3               | 1872      | Lea Valley                 |                                                    | 51°35′02.04″N 0°04′32.16″W |
| Shortlands                  | Shortlands             | Bromley              | 2                 | 0,947                    | 4               | 1858      | Chatham Main               |                                                    | 51°24′20.88″N 0°00′06.84″E |
| Sidcup                      | Sidcup                 | Bexley               | 2                 | 2,361                    | 5               | 1866      | Dartford Loop              |                                                    | 51°26′01.68″N 0°06′14.4″E  |
| Silver Street               | Edmonton               | Enfield              | 2                 | 0,256                    | 3               | 1872      | Lea Valley                 |                                                    | 51°36′53.64″N 0°04′03.36″W |
| Slade Green                 | Slade Green            | Bexley               | 2                 | 0,254                    | 6               | 1866      | North Kent                 |                                                    | 51°28′04.08″N 0°11′25.44″E |
| Smitham                     | Coulsdon               | Croydon              | 2                 | 0,148                    | 6               | 1904      | Tattenham Corner           |                                                    | 51°19′18.84″N 0°08′02.4″W  |
| South Acton                 | Acton                  | Ealing               | 2                 | 0,128                    | 3               | 1880      | North London               |                                                    | 51°29′57.84″N 0°16′14.52″W |
| Southall                    | Southall               | Ealing               | 4                 | 0,946                    | 4               | 1839      | Great Western M            |                                                    | 51°30′21.6″N 0°22′41.88″W  |
| South Bermondsey            | Bermondsey             | Southwark            | 2                 | 0,279                    | 2               | 1866      | South London Inner         |                                                    | 51°29′19.32″N 0°03′17.28″W |
| Southbury                   | Southbury              | Enfield              | 2                 | 0,291                    | 5               | 1891      | Lea Valley                 |                                                    | 51°38′55.68″N 0°03′08.64″W |
| South Greenford             | Greenford              | Ealing               | 2                 | 0,005                    | 4               | 1903      | Greenford Branch           |                                                    | 51°32′03.12″N 0°20′12.84″W |
| South Hampstead             | Hampstead              | Camden               | 2                 | 0,073                    | 2               | 1879      | Watford DC                 |                                                    | 51°32′29.04″N 0°10′43.68″W |
| South Kenton                | Kenton                 | Brent                | 2                 | 0,664                    | 4               | 1933      | Watford DC                 |                                                    | 51°34′13.08″N 0°18′30.96″W |
| South Merton                | Merton                 | Merton               | 2                 | 0,044                    | 4               | 1930      | Thameslink                 |                                                    | 51°24′10.8″N 0°12′22.32″W  |
| South Ruislip               | Ruislip                | Hillingdon           | 4                 | 1,108                    | 5               | 1908      | Chiltern Main              |                                                    | 51°33′24.84″N 0°23′55.68″W |
| South Tottenham             | Seven Sisters          | Haringey             | 2                 | 0,135                    | 3               | 1871      | Gospel Oak to Barking      |                                                    | 51°34′48.72″N 0°04′19.2″W  |
| Stamford Hill               | Stamford Hill          | Haringey             | 3                 | 0,115                    | 2               | 1872      | Lea Valley                 |                                                    | 51°34′29.64″N 0°03′33.96″W |
| Stoke Newington             | Stoke Newington        | Hackney              | 3                 | 0,224                    | 2               | 1872      | Lea Valley                 |                                                    | 51°33′54.36″N 0°04′21.72″W |
| Stonebridge Park            | Wembley                | Brent                | 2                 | 0,429                    | 3               | 1912      | Watford DC                 |                                                    | 51°32′38.4″N 0°16′31.44″W  |
| Stoneleigh                  | Epsom                  | Epsom and Ewell      | 2                 | 0,670                    | 6               | 1932      | Sutton & Mole Valley       |                                                    | 51°21′49.32″N 0°14′55.32″W |
| Stratford                   | Stratford              | Newham               | 15                | 7,914                    | 3               | 1839      | Great Eastern Main         |                                                    | 51°32′30.12″N 0°00′13.32″W |
| Stratford International     | Stratford              | Newham               | 4                 | 0,611                    | 3               | 2006      | High Speed 1               |                                                    | 51°32′41.3″N 0°00′31.5″W   |
| Strawberry Hill             | Strawberry Hill        | Richmond-upon-Thames | 2                 | 0,557                    | 5               | 1873      | Kingston Loop              | Archiviato il 5 febbraio 2012 in Internet Archive. | 51°26′20.04″N 0°20′19.68″W |
| Streatham                   | Streatham              | Lambeth              | 2                 | 1,372                    | 3               | 1856      | Sutton & Mole Valley       | Borley (1982)                                      | 51°25′33.6″N 0°07′51.96″W  |
| Streatham Common            | Streatham Common       | Lambeth              | 4                 | 1,976                    | 3               | 1862      | Sutton & Mole Valley       | Borley (1982)                                      | 51°25′07.32″N 0°08′09.24″W |
| Streatham Hill              | Streatham              | Lambeth              | 3                 | 1,274                    | 3               | 1856      | Sutton & Mole Valley       |                                                    | 51°26′16.8″N 0°07′37.56″W  |
| Sudbury & Harrow Road       | Sudbury                | Brent                | 2                 | 3,004                    | 4               | 1910      | Chiltern Main              |                                                    | 51°33′14.4″N 0°19′00.12″W  |
| Sudbury Hill Harrow         | Sudbury                | Harrow               | 2                 | 0,009                    | 4               | 1910      | Chiltern Main              |                                                    | 51°33′32.04″N 0°20′08.88″W |
| Sundridge Park              | Bromley                | Bromley              | 2                 | 0,239                    | 4               | 1878      | Bromley North              |                                                    | 51°24′49.32″N 0°01′19.56″E |
| Surbiton                    | Surbiton               | Kingston-upon-Thames | 4                 | 5,845                    | 6               | 1838      | South Western M            |                                                    | 51°23′33.36″N 0°18′15.84″W |
| Surrey Quays                |                        | Southwark            |                   |                          | 2               | 1869      | East London Line           |                                                    |                            |
| Sutton                      | Sutton                 | Sutton               | 4                 | 4,715                    | 5               | 1847      | Sutton & Mole Valley       |                                                    | 51°21′36.36″N 0°11′25.08″W |
| Sutton Common               | Sutton                 | Sutton               | 2                 | 0,086                    | 4               | 1930      | Thameslink                 |                                                    | 51°22′30.36″N 0°11′47.04″W |
| Sydenham                    | Sydenham               | Lewisham             | 2                 | 1,586                    | 3               | 1839      | Brighton Main              |                                                    | 51°25′36.48″N 0°03′16.2″W  |
| Sydenham Hill               | Sydenham               | Southwark            | 2                 | 0,310                    | 3               | 1862      | Chatham Main               |                                                    | 51°25′57.36″N 0°04′48.72″W |
| Syon Lane                   | Hounslow               | Hounslow             | 2                 | 0,235                    | 4               | 1925      | Hounslow Loop              |                                                    | 51°28′54.48″N 0°19′29.28″W |
| Teddington                  | Teddington             | Richmond-upon-Thames | 2                 | 1,372                    | 6               | 1864      | Kingston Loop              |                                                    | 51°25′28.92″N 0°19′57″W    |
| Thames Ditton               | Thames Ditton          | Elmbridge            | 2                 | 0,356                    | 6               | 1849      | Hampton Court Branch       |                                                    | 51°23′18.96″N 0°20′17.88″W |
| Thornton Heath              | Thornton Heath         | Croydon              | 4                 | 1,788                    | 4               | 1862      | Sutton & Mole Valley       |                                                    | 51°23′54.6″N 0°06′01.44″W  |
| Tolworth                    | Tolworth               | Kingston-upon-Thames | 2                 | 0,201                    | 5               | 1938      | Chessington Branch         |                                                    | 51°22′37.56″N 0°16′45.48″W |
| Tooting                     | Tooting                | Merton               | 2                 | 0,629                    | 3               | 1868      | Thameslink                 |                                                    | 51°25′10.56″N 0°09′37.08″W |
| Tottenham Hale              | Tottenham Hale         | Haringey             | 2                 | 5,833                    | 3               | 1840      | Lea Valley                 |                                                    | 51°35′24.72″N 0°03′39.96″W |
| Tulse Hill                  | Tulse Hill             | Lambeth              | 4                 | 1,028                    | 3               | 1868      | Sutton & Mole Valley       | Borley (1982)                                      | 51°26′23.64″N 0°06′17.64″W |
| Turkey Street               | Bullsmoor              | Enfield              | 2                 | 0,316                    | 6               | 1891      | Lea Valley                 |                                                    | 51°40′21″N 0°01′50.64″W    |
| Twickenham                  | Twickenham             | Richmond-upon-Thames | 3                 | 3,106                    | 5               | 1848      | Waterloo to Reading        |                                                    | 51°27′01.44″N 0°19′46.56″W |
| Upminster                   | Upminster              | Havering             | 7                 | 3,437                    | 6               | 1885      | L, T & S                   |                                                    | 51°33′31.68″N 0°15′03.24″E |
| Upper Holloway              | Upper Holloway         | Islington            | 2                 | 0,189                    | 2               | 1868      | Gospel Oak to Barking      |                                                    | 51°33′49.68″N 0°07′47.28″W |
| Vauxhall                    | Vauxhall               | Lambeth              | 8                 | 7,592                    | 1               | 1848      | South Western M            |                                                    | 51°29′09.24″N 0°07′22.44″W |
| Victoria                    | Pimlico                | Westminster          | 19                | 48,046                   | 1               | 1862      | Brighton M and Ch'm M      |                                                    | 51°29′47.76″N 0°08′41.28″W |
| Waddon                      | Waddon                 | Croydon              | 2                 | 0,313                    | 5               | 1847      | Sutton & Mole Valley       |                                                    | 51°22′02.64″N 0°07′01.2″W  |
| Wallington                  | Wallington             | Sutton               | 2                 | 1,299                    | 5               | 1847      | Sutton & Mole Valley       |                                                    | 51°21′33.12″N 0°09′11.88″W |
| Walthamstow Central         | Walthamstow            | Waltham Forest       | 4                 | 4,633                    | 3               | 1869      | Chingford Branch           |                                                    | 51°34′59.16″N 0°01′09.12″W |
| Walthamstow Queens Road     | Walthamstow            | Waltham Forest       | 2                 | 0,076                    | 3               | 1894      | Gospel Oak to Barking      |                                                    | 51°34′54.12″N 0°01′26.4″W  |
| Wandsworth Common           | Wandsworth             | Wandsworth           | 4                 | 0,824                    | 3               | 1895      | Sutton & Mole Valley       |                                                    | 51°26′47.04″N 0°09′48.6″W  |
| Wandsworth Road             | Clapham                | Lambeth              | 2                 | 0,064                    | 2               | 1863      | S London (Inner)           |                                                    | 51°28′12.72″N 0°08′20.4″W  |
| Wandsworth Town             | Wandsworth             | Wandsworth           | 4                 | 0,835                    | 2               | 1846      | Waterloo to Reading        | Borley (1982)                                      | 51°27′39.6″N 0°11′16.44″W  |
| Wanstead Park               | Forest Gate            | Newham               | 2                 | 0,052                    | 3               | 1894      | Gospel Oak to Barking      |                                                    | 51°33′06.48″N 0°01′35.04″E |
| Waterloo                    | South Bank             | Lambeth              | 20                | 62,388                   | 1               | 1848      | South Western M            |                                                    | 51°30′11.16″N 0°06′47.52″W |
| Waterloo East               | South Bank             | Lambeth              | 4                 | 4,905                    | 1               | 1869      | Southeastern Main          |                                                    | 51°30′14.76″N 0°06′36.36″W |
| Welling                     | Welling                | Bexley               | 2                 | 1,763                    | 4               | 1895      | Bexleyheath                |                                                    | 51°27′52.92″N 0°06′06.12″E |
| Wembley Central             | Wembley                | Brent                | 4                 | 2,769                    | 4               | 1844-1845 | Watford DC                 | Course (1962)                                      | 51°33′06.84″N 0°17′47.04″W |
| Wembley Stadium             | Wembley                | Brent                | 2                 | 0,111                    | 4               | 1906      | Chiltern Main              |                                                    | 51°33′15.48″N 0°17′10.68″W |
| West Brompton               | West Brompton          | Kensington e Chelsea | 4                 | 2,532                    | 2               | 1869      | West London                |                                                    | 51°29′11.76″N 0°11′44.52″W |
| Westcombe Park              | Westcombe Park         | Greenwich            | 2                 | 0,551                    | 3               | 1879      | Greenwich                  |                                                    | 51°29′03.12″N 0°00′07.32″E |
| West Croydon                | Croydon                | Croydon              | 3                 | 1,110                    | 5               | 1839      | Sutton & Mole Valley       |                                                    | 51°22′42.6″N 0°06′07.2″W   |
| West Drayton                | West Drayton           | Hillingdon           | 4                 | 0,687                    | 6               | 1838      | Great Western M            |                                                    | 51°30′36.36″N 0°28′18.84″W |
| West Dulwich                | Dulwich                | Southwark            | 2                 | 0,686                    | 3               | 1862      | Chatham Main               |                                                    | 51°26′27.24″N 0°05′26.16″W |
| West Ealing                 | West Ealing            | Ealing               | 2                 | 0,646                    | 3               | 1871      | Great Western M            |                                                    | 51°30′49.32″N 0°19′13.08″W |
| West Ham                    | West Ham               | Newham               | 8                 | 2,665                    | 3               | 1901      | L, T & S                   |                                                    | 51°31′42.24″N 0°00′23.76″E |
| West Hampstead              | West Hampstead         | Camden               | 2                 | 0,652                    | 2               | 1888      | North London               |                                                    | 51°32′50.28″N 0°11′28.68″W |
| West Hampstead Thameslink   | West Hampstead         | Camden               | 2                 | 0,594                    | 2               |           | Thameslink                 |                                                    | 51°32′50.28″N 0°11′28.68″W |
| West Norwood                | West Norwood           | Lambeth              | 2                 | 0,826                    | 3               | 1856      | South London               | Borley (1982)                                      | 51°25′54.48″N 0°06′12.6″W  |
| West Ruislip                | Ruislip                | Hillingdon           | 4                 | 0,963                    | 6               | 1906      | Chiltern Main              |                                                    | 51°34′10.56″N 0°26′15.36″W |
| West Sutton                 | West Sutton            | Sutton               | 2                 | 0,099                    | 5               | 1930      | Thameslink                 |                                                    | 51°21′58.32″N 0°12′18.36″W |
| West Wickham                | West Wickham           | Bromley              | 2                 | 0,698                    | 5               | 1882      | Hayes                      |                                                    | 51°22′52.68″N 0°00′52.2″W  |
| White Hart Lane             | Tottenham              | Haringey             | 2                 | 0,332                    | 3               | 1872      | Lea Valley                 |                                                    | 51°36′17.64″N 0°04′15.96″W |
| Whitton                     | Whitton                | Richmond-upon-Thames | 2                 | 0,736                    | 5               | 1930      | Waterloo to Reading        |                                                    | 51°26′58.2″N 0°21′28.08″W  |
| Willesden Junction          | Harlesden              | Brent                | 5                 | 2,808                    | 3               | 1866      | N. London, Watford DC      |                                                    | 51°31′56.64″N 0°14′38.04″W |
| Wimbledon                   | Wimbledon              | Merton               | 10                | 12,092                   | 3               | 1838      | South Western M            |                                                    | 51°25′23.52″N 0°12′15.48″W |
| Wimbledon Chase             | Wimbledon              | Merton               | 2                 | 0,070                    | 3               | 1930      | Thameslink                 |                                                    | 51°24′34.2″N 0°12′51.12″W  |
| Winchmore Hill              | Winchmore Hill         | Enfield              | 2                 | 0,735                    | 4               | 1871      | Hertford Loop              |                                                    | 51°38′02.76″N 0°06′04.68″W |
| Woodgrange Park             | Manor Park             | Newham               | 2                 | 0,029                    | 3               | 1894      | Gospel Oak to Barking      |                                                    | 51°32′55.32″N 0°02′43.44″E |
| Woodmansterne               | Coulsdon               | Croydon              | 2                 | 0,218                    | 6               | 1904      | Tattenham Corner           |                                                    | 51°19′09.12″N 0°09′14.04″W |
| Wood Street                 | Walthamstow            | Waltham Forest       | 2                 | 0,418                    | 4               | 1873      | Chingford Branch           |                                                    | 51°35′11.04″N 0°00′07.56″W |
| Woolwich Arsenal            | Woolwich               | Greenwich            | 2                 | 2,031                    | 4               | 1849      | North Kent                 |                                                    | 51°29′23.28″N 0°04′09.84″E |
| Woolwich Dockyard           | Woolwich               | Greenwich            | 2                 | 0,227                    | 3               | 1849      | North Kent                 |                                                    | 51°29′28.68″N 0°03′12.96″E |
| Worcester Park              | Worcester Park         | Sutton               | 2                 | 1,353                    | 4               | 1859      | Sutton & Mole Valley       |                                                    | 51°22′49.44″N 0°14′28.32″W |